# Gerhard Gürtlich

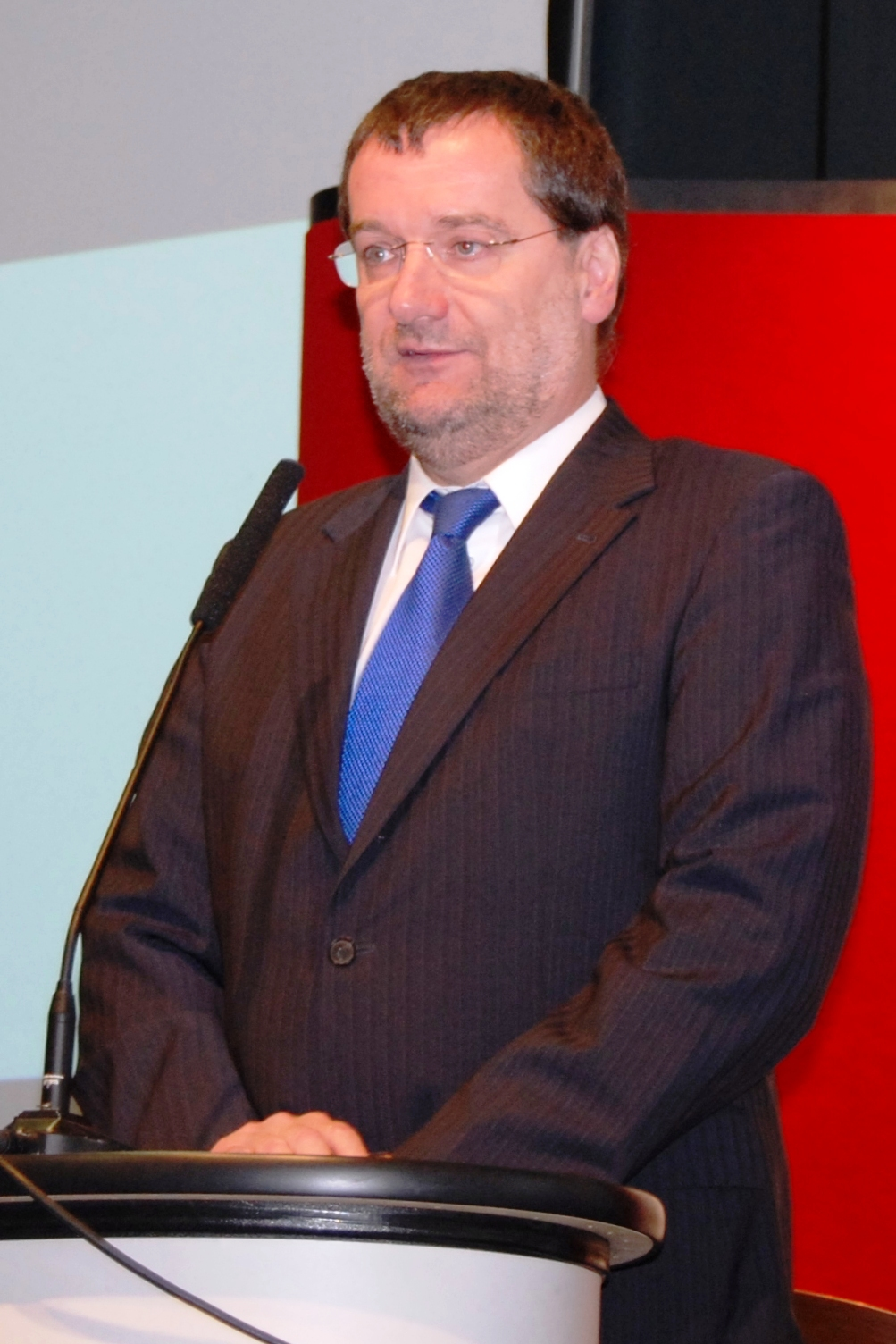
Gerhard Gürtlich (2010)

Gerhard Gürtlich (* 13. Juni 1953 in Hainburg an der Donau) ist ein österreichischer Publizist, ehemaliger Sektionschef im Bundesministerium für Klimaschutz, Umwelt, Energie, Mobilität, Innovation und Technologie (BMK, bis 2020 BMVIT) und Hochschullehrer.

## Leben
Gerhard Gürtlich wurde am 13. Juni 1953 in Hainburg an der Donau geboren. 1977 schloss er sein Studium der Betriebswirtschaftslehre an der Wirtschaftsuniversität Wien mit der Sponsion zum Magister ab und wurde dort Assistent am Institut für Transportwirtschaft. 1980 wurde er zum Doktor promoviert. 1982 wurde er in das BMVIT übernommen, wo er zunächst Referent für wirtschaftliche Angelegenheiten des Verkehrs sowie Mitautor des Österreichischen Gesamtverkehrskonzepts, ab 1988 Leiter des Referates I/21 (Verkehrswirtschaft und Kombinierter Verkehr) und ab 1993 Leiter der Abteilung II/C/10 (Eisenbahnwirtschaft und Kontrolle) war. Von 2002 bis 2006 war er Leiter der Abteilung FC II (Finanzierung und Controlling), von 2004 bis 2006 stellvertretender Leiter der Sektion II Infrastruktur und von 2006 bis 2011 Leiter der Sektion IV Eisenbahnen, Schifffahrt und Arbeitnehmerschutz. Von 2012 bis 2018 war er Geschäftsführer der österreichischen Neusiedler Seebahn GmbH und von 2013 bis 2015 war er Generaldirektor der ungarischen Neusiedler Seebahn AG. Ab 2018 war er Leiter der Sektion IV Verkehr im Österreichischen Verkehrsministerium. Am 1. Juli 2020 trat er als Sektionschef seinen Ruhestand an.
Über seine Tätigkeit als hochrangiger Beamter der Republik Österreich hinaus ist Gerhard Gürtlich als Publizist hervorgetreten. Sein literarisches Werk umfasst bislang rund 30 Monografien, die er als Einzel- und Mitautor verfasst hat, rund 80 Beiträge in Sammelwerken und Periodika sowie mehr als 80 Bücher, die er als Herausgeber und Mitherausgeber verantwortet. In erster Linie handelt es sich um Fachpublikationen zum österreichischen Transport- und Eisenbahnwesen sowie zur Kulturgeschichte der Eisenbahn in Europa. Weiters thematisierte er in einer Reihe von Publikationen logistische Strukturen des Militärwesens. Ein Standardwerk ist das bereits in vierter Auflage erschienene, gemeinsam mit Wolfgang Catharin und Peter Walder-Wintersteiner herausgebrachte Buch Eisenbahngesetz. Kommentar samt ökonomischen und rechtlichen Grundlagen der Eisenbahnen im Umfang von über 1300 Seiten.
Als Hochschullehrer unterrichtet Gürtlich seit 1978 an der Wirtschaftsuniversität Wien, seit 1998 an der Fachhochschule Eisenstadt, seit 2015 an der Fachhochschule St. Pölten und seit 2021 an der Universität Wien. Außerdem unterrichtet er seit 2011 an der Landesverteidigungsakademie.

## Funktionen
- Staatskommissär-Stv. der ÖBB-Infrastruktur AG
- Staatskommissär der ÖBB-Holding AG
- Vorsitzender des Aufsichtsrates der Neusiedlersee-Bahn AG
- Mitglied des Aufsichtsrates der via donau GmbH.

## Auszeichnungen (Auswahl)
- 2005: Großes Ehrenzeichen für Verdienste um die Republik Österreich
- 2006: Offizierskreuz des Verdienstordens der Republik Ungarn
- 2008: Komturkreuz des Landes Burgenland
- 2009: Goldenes Ehrenzeichen des Landes Steiermark[5]
- 2010: Verdienstkreuz des Niederösterreichischen Landesfeuerwehrverbandes[6]
- 2013: Großes Ehrenzeichen des Landes Kärnten[7]
- 2017: Österreichisches Ehrenkreuz für Wissenschaft und Kunst I. Klasse[8]
- 2019: Goldenes Verdienstkreuz des Niederösterreichischen Landesfeuerwehrverbandes[9]
- 2020: Großes Silbernes Ehrenzeichen mit dem Stern für Verdienste um die Republik Österreich[3]
- 2023: Großes Silbernes Ehrenzeichen für Verdienste um das Land Wien[10]
- 2024: Nationaler Verdienstorden Rumäniens im Rang eines Ritters[11]
- 2025: Ritterkreuz des Gregoriusordens[12]

## Schriften (Auswahl)
- mit H. Sommereder, J. Pulanek und J. Brugger: Stand und Entwicklungsmöglichkeiten des Containerverkehrs in Österreich. Wien 1978.
- mit H. Petzmann: Beurteilung des künftigen Containerverkehrs von/nach und über Wien. Beiträge zum Wiener Hafenkonzept. Wien 1979.
- mit Peter Faller: Verkehrswissenschaftliche Forschung in Österreich 1970–1980. Dokumentationsband (= ÖVG Spezial, Band 1). Wien 1980.
- Kostenoptimale Abgrenzung von Teilsystemen des öffentlichen Personennahverkehrs (= ÖVG Spezial, Band 2). Dissertation. Wien 1980.
- Spezielle Betriebswirtschaftslehre Verkehrswirtschaft. Lehr- und Arbeitsbuch für Handelsakademien 1. Trauner Verlag, Linz 1983, ISBN 3-85320-294-2.
- Spezielle Betriebswirtschaftslehre Verkehrswirtschaft. Lehr- und Arbeitsbuch für Handelsakademien 2. Trauner Verlag, Linz 1983, ISBN 3-85320-295-0.
- mit Peter Faller und Marcus Metelka: Projektstudie Gleisdorf – Weiz. Verkehrs- und regionalwirtschaftliche Analyse – Gestaltungsvorschläge – Kosten-Nutzen-Beurteilung. Band 1: Bestandsanalyse. Wien 1985.
- mit Peter Faller und Marcus Metelka: Projektstudie Gleisdorf – Weiz. Verkehrs- und regionalwirtschaftliche Analyse – Gestaltungsvorschläge – Kosten-Nutzen-Beurteilung. Band 2: Nachfragestruktur und Elemente der Maßnahmenentwicklung. Wien 1985.
- mit Peter Faller und Marcus Metelka: Projektstudie Gleisdorf – Weiz. Verkehrs- und regionalwirtschaftliche Analyse – Gestaltungsvorschläge – Kosten-Nutzen-Beurteilung. Band 3: Schlussbericht (Maßnahmenempfehlung und Variantenbewertung). Wien 1986.
- mit Peter Faller: Projektstudie Gleisdorf – Weiz. Verkehrs- und regionalwirtschaftliche Analyse – Gestaltungsvorschläge – Kosten-Nutzen-Beurteilung. Band 4: Ergänzungsuntersuchung Variante 5. Wien 1987.
- mit Hannes Bauer, Friedrich Damköhler und Paul Weiss: 140 Jahre Franz Josef-Bahn. 900 Jahre erste urkundliche Erwähnung von Ziersdorf. Wien 2010, ISBN 978-3-902575-35-7.
- Die Errichtung der Eisenbahn über und durch den Semmering im zeitlichen Vergleich. In: Gabriele Zuna-Kratky, Carla Camilleri, Bettina Jernej (Hrsg.): Höchste Eisenbahn! Von der ersten Alpenbahn Europas zum Semmering-Basistunnel. Wien 2018, ISBN 978-3-902183-34-7, S. 106–119.
- Anmerkungen zur Gestaltung des Wirtschaftlichkeitsprinzips und des wirtschaftlichen Handelns. In: Zeitschrift für Gemeinwohl und Gemeinwirtschaft 4 (2021), S. 578–594.
- mit Stefan Lampl: Resilience and Military-Supply-Chain Management. In: Sebastian Kummer, Tina Wakolbinger, Lydia Novoszel, Alexander M. Geske (Ed.): Supply Chain Resilience. Insights from Theory and Practice. Springer International Publishing, Cham 2022, ISBN 978-3-030-95400-0, p. 337–352.
- mit Stefan Lampl: Die logistischen Strukturen der russischen Streitkräfte. In: Österreichische Zeitschrift für Verkehrswissenschaft – ÖZV, Heft 1/2022, S. 15–27.
- mit Stefan Lampl: Militärlogistische Ansätze und Bedrohungslagen. Folgerungen und Maßnahmen. In: Österreichische militärische Zeitschrift – ÖMZ, Heft 6/2023, S. 755–763.
- mit Stefan Lampl: Grundzüge der logistischen Ausbildung in Streitkräften. In: TÜV-Austria Akademie GmbH (Hrsg.), Wien 2023, S. 142–155; auch in: Österreichische Zeitschrift für Verkehrswissenschaft – ÖZV, Heft 2/2023, S. 15–21; auch in: Truppendienst, Heft 4/2023, S. 380–387.
- mit Stefan Lampl: Etablierung eines militärischen Supply Chain Managements. Zusammenarbeit von Militärlogistik und ziviler Logistik. In: David Ungar-Klein, Maxim Podoprigora, Katharina Reinwald (Hrsg.): Österreichischer Infrastrukturreport 2024. Infrastruktur und Versorgungssicherheit. Wien 2023, S. 50–66.; auch in: Österreichische Zeitschrift für Verkehrswissenschaft – ÖZV, Heft 3–4/2023, S. 25–30.
- mit Wolfgang Catharin und Peter Walder-Wintersteiner: Eisenbahngesetz. Kommentar samt ökonomischen und rechtlichen Grundlagen der Eisenbahnen. 4. Auflage. Linde Verlag, Wien 2022, ISBN 978-3-7073-3456-2.
- Die Kleinbahn Neusiedl am See: 1928–1939, Holzhausen Verlag, Wien 2024, ISBN 978-3-903207-85-1.

## Als Herausgeber (Auswahl)
- Der Fahrweg von Hochleistungs-Eisenbahnen. Dokumentation der internationalen Tagung 1986 des Arbeitsausschusses Eisenbahntechnik der Österreichischen Verkehrswissenschaftlichen Gesellschaft in Feldkirch/Vorarlberg. Wien 1986.
- Die moderne Hochleistungsbahn und ihr Fahrweg. Gleisstruktur, Gleisbau, Gleiserhaltung, Wirtschaftlichkeit. Dokumentation eines internationalen Symposiums aus Anlaß des Jubiläums „150 Jahre Eisenbahn in Österreich“ am 17. Juni 1987 in Wien. Wien 1987.
- Moderne Planungs- und Informationstechniken für Verkehrsverbünde. Dokumentation eines Seminars, veranstaltet von der Österreichischen Verkehrswissenschaftlichen Gesellschaft und dem Verkehrsverbund Ost-Region (VOR). Österreichische Verkehrswissenschaftliche Gesellschaft, Wien 1989.
- Der international deregulierte Fernverkehr. Dokumentation eines Seminars im Rahmen der Nova West. Wien 1990.
- Fahrwegoptimierung der Eisenbahnen – Probleme, Strategien, Technologien. Dokumentation der Internationalen Tagung der Österreichischen Verkehrswissenschaftlichen Gesellschaft, Arbeitsausschuß Eisenbahntechnik (Oberau); vom 13. bis 15. September 1994 in Linz. Wien 1995.
- Städtevergleich Berlin – Wien unter dem Gesichtspunkt der Verkehrsabwicklung mit dem Umland. Dokumentation des Workshops vom 17. September 1996. Wien 1997.
- Neue Kartentechniken in der Fahrgastabfertigung im Öffentlichen Verkehr. Dokumentation des Fachseminars Wels, 26. März 2002. ÖVG, Wien 2002.
- mit Sebastian Kummer, Brigitta Riebesmeier und Elmar Fürst: Gesamtverkehrsplanung und Infrastrukturplanung. Grundfragen – Methoden – Umsetzung. Linde, Wien 2007, ISBN 978-3-7073-0912-6.
- mit Gerhard Artl und Hubert Zenz:
  - Sisi auf Schienen. 150 Jahre Westbahn Wien – Linz. Wien 2008, ISBN 978-3-902575-15-9.
  - Mit Volldampf in den Süden. 150 Jahre Südbahn Wien – Triest. 2., erweiterte und ergänzte Auflage. Fassbaender, Wien 2008, ISBN 978-3-902575-10-4.
  - Über den Saurüssel zur Großen Mühl. 120 Jahre Mühlkreisbahn. Fassbaender, Wien 2008, ISBN 978-3-902575-12-8.
  - Allerhöchste Eisenbahn. 170 Jahre Nordbahn Wien – Brünn. 2., erweiterte Auflage, Fassbaender, Wien 2010, ISBN 978-3-902575-33-3.
  - Zwischen Wald- und Weinviertel. 100 Jahre Lokalbahn Retz-Drosendorf. Fassbaender, Wien 2010, ISBN 978-3-902575-34-0.
  - Kohle und Bahn. 150 Jahre Graz-Köflacher Eisenbahn. Fassbaender, Wien 2010, ISBN 978-3-902575-38-8.
- mit Gerhard Artl und Roman Hans Gröger: Die Wiener Schnellbahn. Viele Planungen, einige Versuche, 50 Jahre Betrieb. Holzhausen Verlag, Wien 2012, ISBN 978-3-902868-32-9.
- mit Christoph Schönborn: Kirche und Eisenbahn. Weg – Wahrheit – Leben. 2., erweiterte Auflage, Holzhausen Verlag, Wien 2016, ISBN 978-3-902976-70-3.
- mit Stefan Lampl: Grundfragen der Militärlogistik und der Logistik von Einsatzorganisationen. 2. erweiterte und ergänzte Auflage, Wien 2017, ISBN 978-3-903121-16-4.
- mit Gerhard Artl und Roman Hans Gröger: Zug um Zug. 160 Jahre Südbahn Wien-Triest. 2., erweiterte Auflage, Holzhausen Verlag, Wien 2018, ISBN 978-3-903207-22-6.
- Vom Eferdinger Landl in die Landeshauptstadt. 111 Jahre Linzer Lokalbahn 1912–2023. Holzhausen Verlag, Linz 2023, ISBN 978-3-903207-82-0.